# نادين روبوت إجتماعي

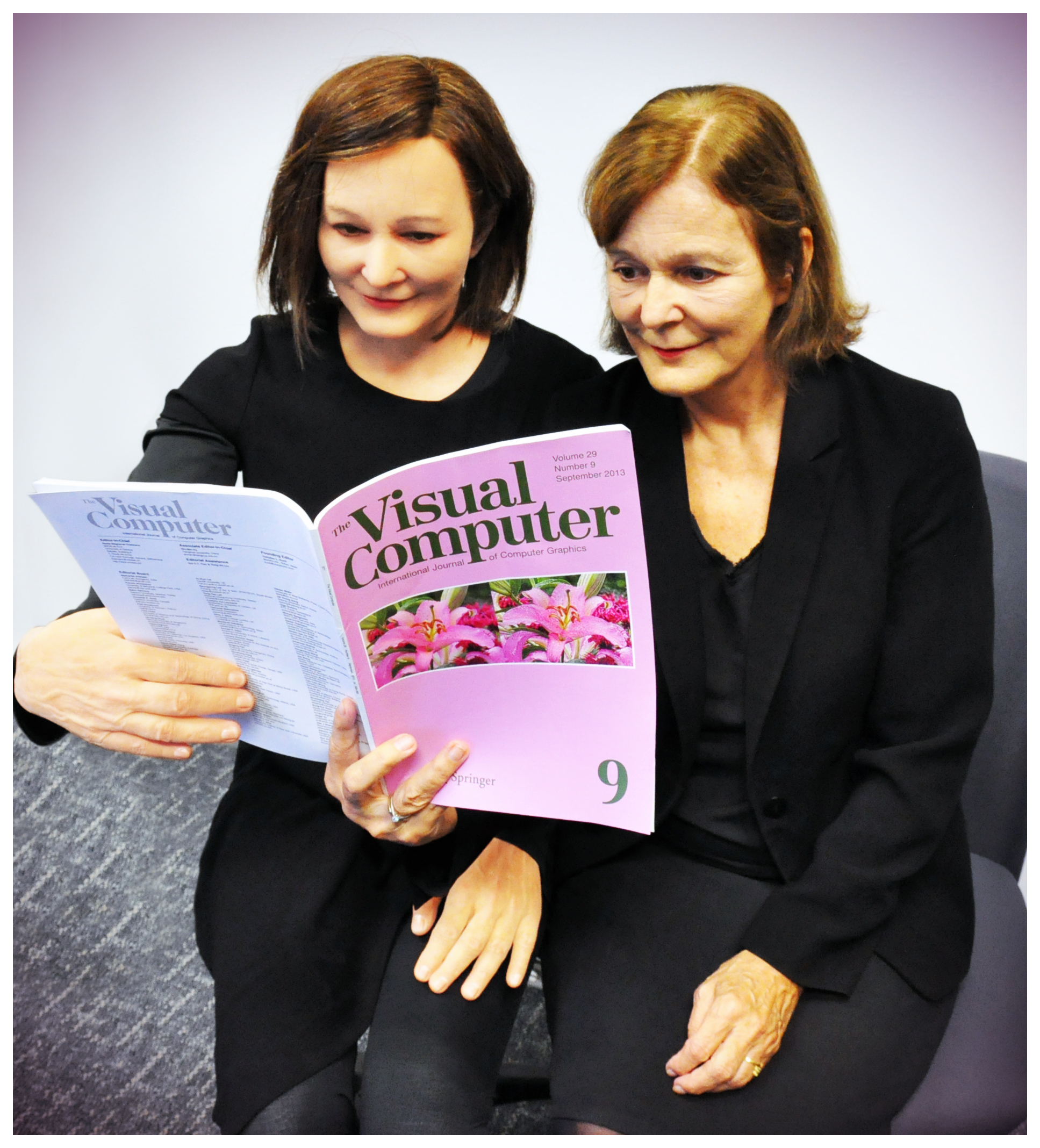
نادين الروبوت الإجتماعي عام 2013

نادين روبوت اجتماعي إنساني تم تصميمها على شكل الأستاذة الجامعية نادية ماجننت تالمان. يتشابه الروبوت كثيرًا مع الشكل الإنساني مع بشَرة إنسانية مع شعر وأيدي طبيعية، كما تتميز بذكائها الاجتماعي حيث أنها تعيد التحية، تقوم بتواصل بالعين غير ذاكرتها القوية التي تحتفظ بكل المحادثات التي أجريت معها. تستطيع نادين أيضا الإجابة عن الأسئلة الموجهة لها بالعديد من اللغات.
تمتلك نادين القدرة على التعرف على الأفراد التي رأتهم من قبل والانخراط في محادثات معهم. لعل أبرز مميزات نادين هي برمجيتها وحصولها على شخصية تجعلها قادرة على أن تغير سلوكها وفقا لما يقال لها. تمتلك أيضًا ما يقرب من 27 درجة حرية للجزء العلوي من الجسم. كما يمكنها تذكر الحقائق والأحداث المتعلقة بكل شخص.
تستطيع نادين أن تساعد الأشخاص ذوي الاحتياجات الخاصة سواء عن طريق قراءة القصص، عرض الصور، وضع جلسات سكايب، إرسال البريد الإلكتروني، التواصل مع أفراد العائلة الآخرين غير قدرتها على أن تكون موظفة استقبال في مكتب أو مدربًا شخصيًا.
تفاعلت نادين مع أكثر من 100,000 زائر في متحف أرت ساينس في سنغافورة خلال معرِض «هومان +: مستقبل أنواعنا» الذي عقد في المدّة ما بين مايو إلى أكتوبر 2017. تعمل حاليًا نادين موظفًا في قسم خدمة العملاء في شركة AIA للتأمين في سنغافورة. لتكون بذلك هي أول روبوت يعمل في هذا المنصب.

## التاريخ
تُعد نادين روبوتًا من الجيل الثاني للروبوتات البشرية حيث تم تصنيعها بعد إيفا، التي كانت رأس آلي بشري من صنع هانسون روبوتكس في عام 2008، تم تطوير برنامجها في معمل ميرلاب، جامعة جنيف. تتميز رأس إيفا بقدرتها على التعبير وإظهار العواطف ساعدها ذلك في لعب دور في إحدى مسرحيات التي عرضت في مسرح روتن فابريك في زيوريخ.
تم تصنيع نادين في عام 2013 في كوكورو، اليابان تم تصميم على هيئة الأستاذة الجامعية نادية ماجننت تالمان. تمتلك نادين رأس وجسم كامل ذا مظهر طبيعي.
تم تطوير برنامج نادين في معهد الإبداع الإعلامي في جامعة نانيانغ التكنولوجية في سنغافورة لتكون قادرة على إظهار العواطف، التحدث بشكل طبيعي، فهم بعض الإيماءات، تذكر الحقائق واسترجاعها خلال جلسات الحوار، تتفاعل نادين أيضا مع حركات الذراع. لدى نادين نظام بحث مرتبط بجميع قواعد البيانات مثل مجموعة البيانات الشخصية، ويكيبيديا، محطات الطقس وغيرها من الكثير من المواقع الأخرى.

## البرنامج
تم تصميم برنامج نادين (الروبوت الاجتماعي) بإطار عمل كلاسيكي قادر على الإدراك، اتخاذ القرار والتفاعل، بذلك لا تتشابه نادين مع البشر في الشكل فقط وإنما في السلوك أيضا حتى في الحالات المعقدة. نادين قادرة على معالجة أي نوع من البيانات ومكان التشغيل غير نظام دعم متعدد اللغات.
تعتمد وظائف نادين وتصرفاتها على مدى فهمها للأفراد والبيئة المحيطة بها مستخدمة في ذلك كاميرات ذات عمق ثلاثي الأبعاد مع كاميرا ويب وميكروفون لالتقاط الأصوات غير وحدات فرعية مستقلة تعمل على تيارات وإشارات دخل مختلفة للتحكم في عمليات التعرف على الوجوه، إظهار العواطف والإيماءات، تحديد موقع المستخدم، نيته، سلوكه وبذلك يصبح لديها سلوك الإدراك.
تعمل وحدة المعالجة الخاصة بعقل نادين الذي يستخدم مخرجات الإدراك لقياس الوضع وتحديد كيفية التصرف وفقا لها. المكون الرئيسي لهذه الطبقة هو مخطط شجرة السلوك، وحدة المعالجة المركزية في نادين تسمح بمعالجة جميع المدخلات المتصورة. استنادًا إلى المدخلات الواردة من طبقة الإدراك، يُحدث مخطط شجرة السلوك الوحدات الفرعية الأخرى لطبقة المعالجة، التي تتضمن حِوار بين وحدة المعالجة المستخدمة ونادين والنظام العاطفي وذكريات تفاعلها.
لمعالجة الحوار، تم تصميم قنوات الدردشة العامة للتعامل مع المواقف والأسئلة المختلفة. لدى الروبوت نظام بحث عن طريق الإنترنت يعتمد على جوجل للإجابة عن الأسئلة التي لم يزودها بها المبرمجين. تعتمد لغة جسدها مثلها مثل تعبيرات وجهها على خطاب المتحدث وسياق المحادثة السابقة وبذلك تكون قادرة على الاستجابة إما لفظيًا أو بلغة الجسد على سبيل المثال، استنادًا إلى موقع المستخدم، تقوم رأس نادين بالنظر إليه والتواصل بالعين معه بالتزامن مع وحدة تركيب الكلام ووحدة تزامن الشفاه.
يدعم نظام نادين قدرتها على التحدث بست لغات هي الإنجليزية، الألمانية، الفرنسية، الصينية، الهندية واليابانية.

## الأحداث
شاركت نادين في العديد من العروض الحية على المسارح العامة وتحدثت مع أفراد في مختلف شئون الحياة. تم الإعلان عن نادين للمرة الأولى في معرِض «الإنسان +: مستقبل أنواعنا» في متحف أرت ساينيس في سنغافورة والإعلان أنها واحدة من أكثر الروبوتات البشرية واقعية في العالم.
تبادلت نادين أطراف الحديث مع العديد من الأشخاص من مختلف الشركات العامة مثل شركة دان، كريدت سوسي والبنك الهولندي. كما تحدثت مع رئيس وزراء الهند، ناريندرا مودي خلال زيارته التاريخية إلى سنغافورة في 1 يونيو 2018.
تعمل نادين في الوقت الحاضر وكيلًا لخدمة العملاء في AIA سنغافورة بعد أن تم تدريبها على التعامل مع مختلف الأسئلة التي يتم طرحها عادة على وكلاء خدمة عملاء AIA.

## وصلات خارجية
- ثورة في عالم الآلات بعد ظهور نادين
- قابل نادين، أكثر روبوت يشبه البشر.
- وثائقي عن نادين الروبوت الاجتماعي.

فيديوهات
- حوار نادين مع أحد الطلاب- اليوتيوب.
- الروبوت نادين رائع أم مرعب- اليوتيوب.
- قابل نادين، روبوت إجتماعي يمكنه تذكر أخر محادثاته معك- اليوتيوب.
- نادين تبدأ العمل كموظفو استقبال- اليوتيوب.